# NGC 76
NGC 76 è una galassia lenticolare, situata nella costellazione di Andromeda.
La galassia è stata scoperta il 22 settembre 1884 dall'astronomo francese Guillaume Bigourdan e ha una magnitudine di 13,1. La sua distanza dal nostro sistema solare è stimata in circa 320 milioni di anni luce.